# Katja Kassin
Katja Kassin (Leipzig, Alemanya, 24 de setembre de 1979) és una actriu porno alemanya. El seu nom real és Ute Ebert.

## Biografia

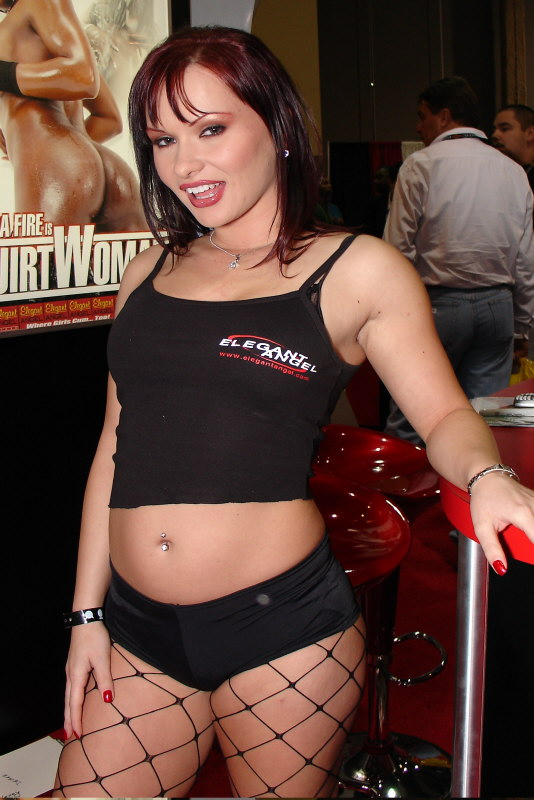
Katja Kassin (2007)

Nascuda a la ciutat de Leipzig en la llavors República Democràtica Alemanya, Kassin és la més gran de tres germans. Tenia deu anys quan va caure el Mur de Berlín i Alemanya es reunificó. Quan tenia 15 anys, va aconseguir el seu primer treball venent gelats en un restaurant italià després de classe i els caps de setmana. Va ser cambrera al llarg de sis anys, que compaginava amb l'escola i posteriorment amb l'institut. El mes de setembre de 2000 va començar a posar com a model de nus per a un local fotogràfic amateur i pàgines webs. Després de tres anys, es va passar a realitzar escenes softcore va arribar a contactar amb l'estel porno alemany Dru Berrymore. Kassin va entrar al cinema porno a través de Mark Spiegler i la seva agència de talents Spiegler Girls per la qual va treballar durant tres anys i mig. El 9 de setembre de 2006, va signar amb LA Direct Models.
Abans de traslladar-se als Estats Units Kassin va estudiar i es va llicenciar en Ciències Polítiques a la Universitat de Leipzig a Alemanya. També va estudiar Filologia Alemanya i Literatura Alemanya.
La seva primera escena en el porno nord-americà va ser "Straight to the A 4" de Vince Voyeur per a Xarxa Light District. Aquesta es va filmar al març de 2003; pel que solament va necessitar filmar dues escenes a Europa. Katja es va instal·lar definitivament en Los Angeles en 2004 i es va casar amb un actor porno masculí el gener de 2004.
L'1 de juny de 2007 es va sotmetre a un augment de pit, operada pel Dr. Jacobs de Nova York. Els implants de silicona de 350 c. c. es van inserir pel mugró i també sota el múscul. La seva primera actuació després de recuperar-se va ser el 26 de juny de 2007.
Katja parla sis idiomes amb relativa fluïdesa: anglès, alemany, rus i altres tres. Va adoptar el seu primer nom "Katja" com a pseudònim pel consell que li va donar el fotògraf que va realitzar els seus primers nus.
Katja Kassin és especialista en escenes de sexe anal salvatge, incloent dobles penetracions anals, així com a empassar semen de molts homes al mateix temps. En una entrevista a la revista Score en 2009 va reconèixer ser una ninfómana i gaudir de ser tractada com una mujerzuela en les pel·lícules i en la vida real, encara que va deixar de filmar creampies després d'un brot de VIH en 2004 en la indústria, però després ha tornat a filmar aquest tipus d'escenes, en les quals destaquen el sexe anal i les dobles penetracions, havent estat penetrada en nombroses escenes pels actors Lexington Steele i Mandingo. En l'actualitat es troba estudiant en un college de Los Angeles, però encara se segueix dedicant a temps parcial al cinema pornogràfic i a la prostitució.

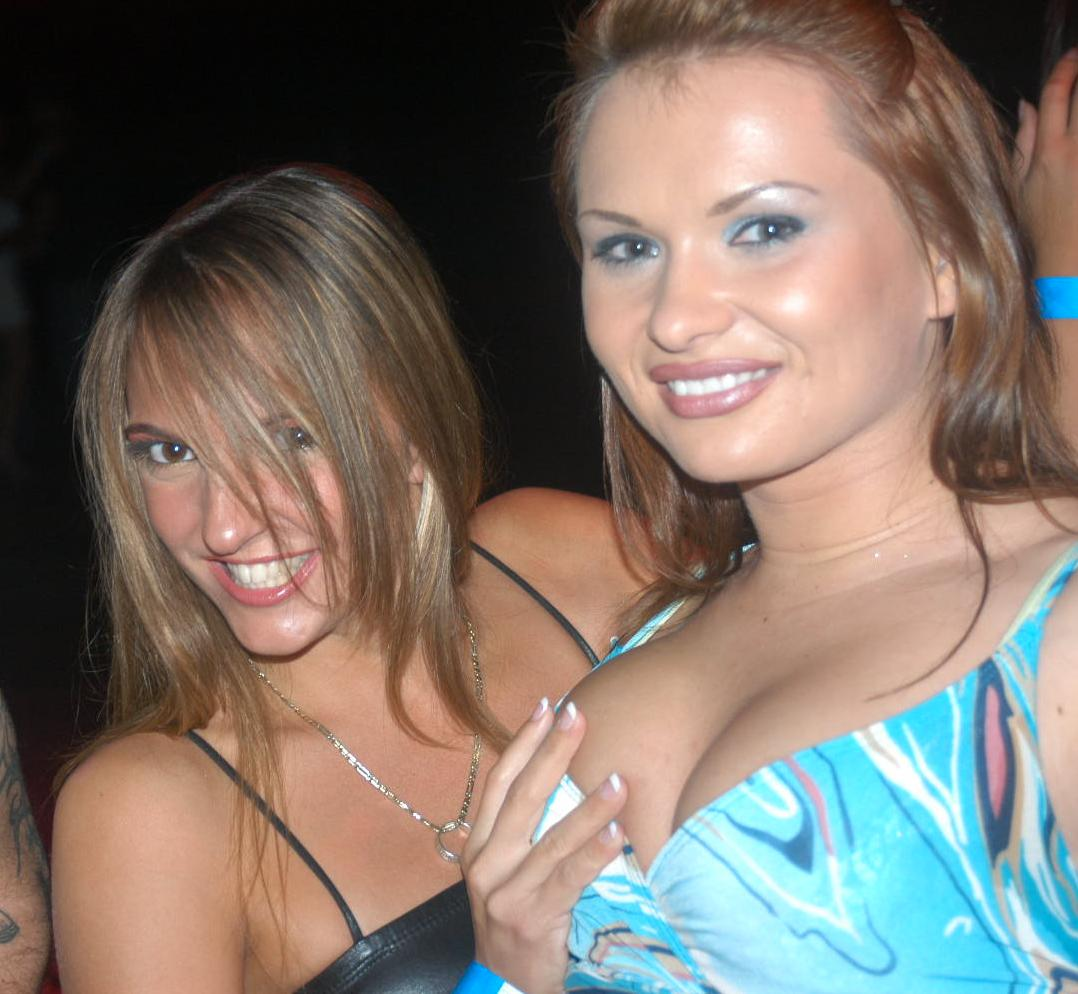
Lexi Love i Katja Kassin

## Premis i Nominacions
- 2003 - Adam Film World Award – Actriu de l'Any.
- 2004 - Venus (Europa) – Premi del Jurado a la Millor Actriu Internacional.
- 2004 - XRCO - Best Orgasmic Analist (nominee)[8]
- 2005 - XRCO - Best Orgasmic Analist[9]
- 2006 - XRCO - Best Orgasmic Analist (nominee)[10]
- 2006 - AVN - Best Sol Sex Scene ("Anal Showdown")[11]
- 2008 - Premi AVN Millor escena POV per Double visió 2 al costat de Tory Lane i Erik Everhard.[12]